# Štefan II. (hrvaški kralj)
Štefan II (hrvaško Stjepan II.), hrvaški kralj, * ?, † 1091. Vladal je od 1089 - 1091.

## Življenje in  vladavina
Štefan II. je bil nečak Petra Krešimirja IV. in zadnji plemenitaš iz vrst Trpimirovićev. Kot prestolonaslednik je bil sprva tudi  sovladar Petra Krešimirja, a je okrog 1070 sovladar slednjega postal Dimitrij Zvonimir, Štefana pa so zaprli v samostan Sv. Štefana v Splitu.
Ker je Štefan na prestol prišel iz samostana, je njegovo vladavino verjetno morala odobriti rimska kurija. Kot kaže Štefan ni imel prave možnosti za vladavino in je bil morda tudi bolan. Zvonimirjeva žena Helena Lepa (hrvaško Jelena Lijepa) mu ni priznala pravice do prestola in se je zavzemala, da bi zavladal njen brat, ogrski kralj Ladislav. Štefanova vladavina je bila kratkotrajna, saj je umrl že leta 1091, po njegovi smrti pa je na Hrvaškem zavladala velika zmeda.